# Alpski lesketnik
Alpski lesketnik (znanstveno ime Somatochlora alpestris) je vrsta raznokrilih kačjih pastirjev iz družine lebduhov, razširjena v visokogorjih Srednje Evrope, Skandinaviji, severu evropskega dela Rusije in jugu Sibirije v Vzhodni Aziji.

## Opis
Odrasli dosežejo do 5 cm v dolžino in na daleč zgledajo črni, od blizu pa je prepoznaven temnozelen kovinski lesk. Poleg tega je ob mirovanju zelo očiten tanek bel obroč okoli zadka med 2. in 3. členom. Te značilnosti si deli z drugimi predstavniki rodu lesketnikov, predvsem barjanskim lesketnikom, od katerega ga je možno ločiti po očeh azurne barve (barjanski ima olivno zelene) in bolj kontrastnem obroču okoli zadka. Kljub temu je za zanesljivo določitev vrste nujen pregled natančnejših anatomskih znakov, predvsem na nogah.

## Ekologija in razširjenost
Vrsta je vezana na hladno arktično in gorsko podnebje, kjer se razmnožuje v kislih močvirjih. Ličinke so sposobne preživeti, ko njihova mlaka zamrzne pozimi ali se popolnoma izsuši poleti, odrasli pa so občutljivi na nizke temperature in sneg sredi poletja, ko letajo. V Srednji Evropi uspeva vrsta zlasti v Alpah, Tatrah in Karpatih, okvirno med 800 in 2500 metri nadmorske višine. Razširjenost v Aziji je slabo poznana. Majhna populacija na severozahodu Slovenije je v drugi polovici 20. stoletja veljala za izumrlo zaradi višanja povprečnih letnih temperatur in zaraščanja barij na Pokljuki in Jelovici, kasneje pa so tam znova našli posamične osebke. Kot redka vrsta je uvrščena na Rdeči seznam kačjih pastirjev iz Pravilnika o uvrstitvi ogroženih rastlinskih in živalskih vrst v rdeči seznam.